# Dennis Jonsson
Dennis Jonsson (* 16. Februar 1983 in Göteborg) ist ein ehemaliger schwedischer Fußballspieler, der während seiner aktiven Karriere vornehmlich als Abwehrspieler in Schweden und Norwegen auflief.

## Werdegang
Jonsson entstammt der Jugend des Hisingstads IF, den er Mitte der 1990er Jahre in Richtung IFK Göteborg verließ. 2002 debütierte er für den Klub in der Allsvenskan und etablierte sich in der Folge im Erstligakader, wobei er sich nur zeitweise als Stammspieler etablierte. Im Januar 2007 wechselte er nach Norwegen zu Raufoss IL in die zweitklassige Adeccoligaen. Dort war er in 23 Saisonspielen am Ball und belegte den elften Tabellenplatz, der Verein erhielt jedoch für die folgende Spielzeit keine Lizenz.
Anfang 2008 verpflichtete der Göteborger Zweitligist Örgryte IS Jonsson, bei dem er zunächst einen Zweijahresvertrag unterzeichnete. Als Stammspieler führte er den Klub zum Wiederaufstieg in die Allsvenskan. Nach dem direkten Wiederabstieg verpasste er mit der Mannschaft auch in der Superettan den Klassenerhalt und lief noch eine Spielzeit in der drittklassigen Division 1 auf. Anschließend beendete er im November 2011 seine aktive Laufbahn.